# Asko (witgoedmerk)

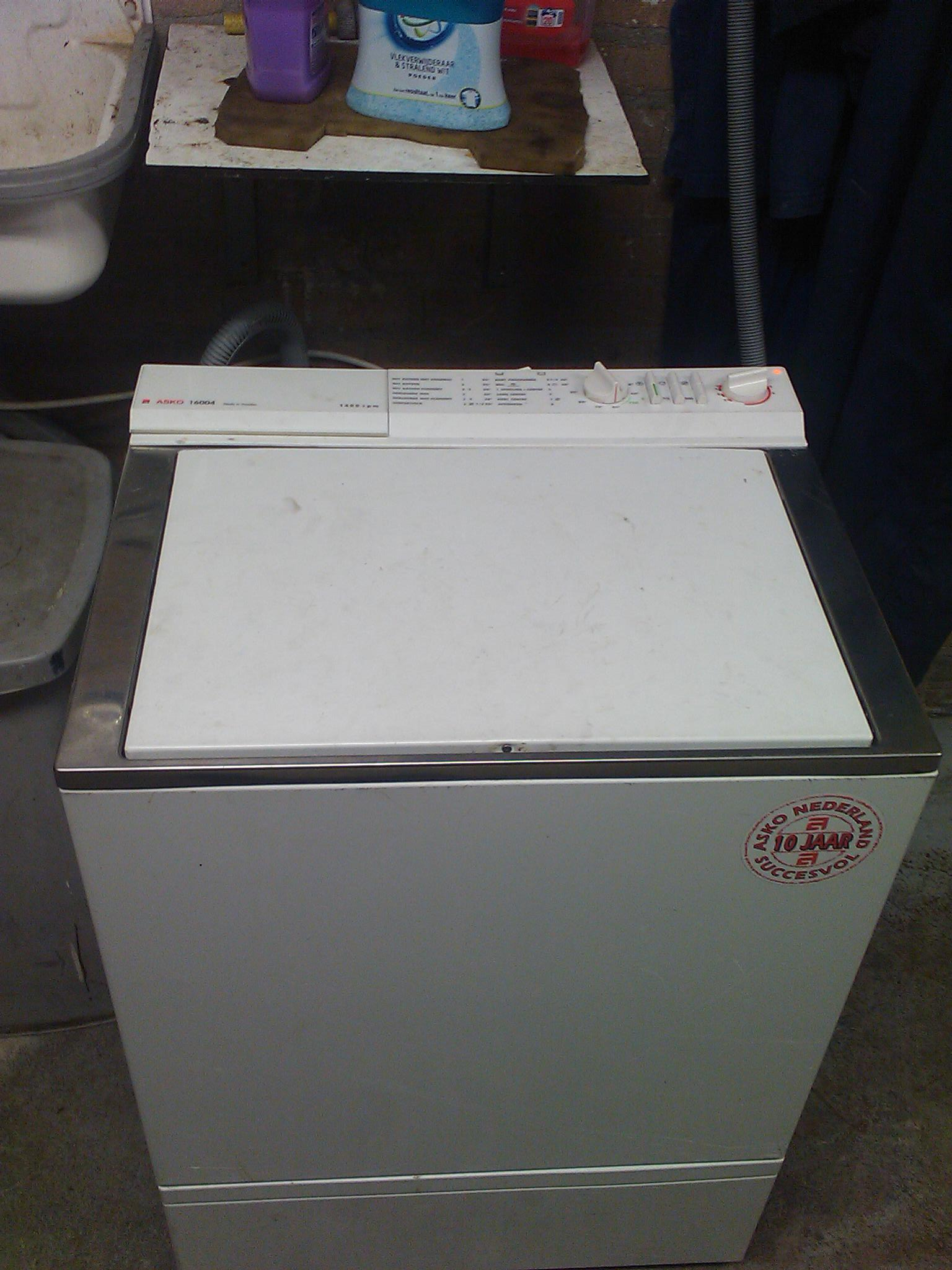
Een Asko 16004-bovenlader uit 1995

Asko Appliances AB of kortweg Asko, is een Zweeds witgoedmerk dat koelkasten, wasdrogers, vaatwassers en wasmachines maakt. Het merk komt uit Jung, Zweden, hoewel de apparaten van het merk niet meer in Zweden gebouwd worden, maar sinds 2012 in Slovenië. Asko behoort tot het duurdere/high-end marktsegment en heeft vooral concurrentie van het Duitse Miele en het Zwitserse Schulthess.
Het merk is bekend vanwege de wasmachines zonder ophangveren en het vele gebruik van metaal in plaats van plastic.

## Geschiedenis
Het bedrijf werd in 1950 opgericht onder de naam 'Junga Verkstäder AB' door Karl-Erik Andersson. Het bedrijf begon in 1965 met de productie van een volledig automatische wasmachine en een compacte vaatwasser en exporteerde die apparaten vanaf 1967.
In 1984 kwam ASEA Cylinda op de Nederlandse markt met de slogan "Want Zweden zijn niet gauw tevreden", de importeur voor Nederland was Gerowi BV (Gebroeders Roetman Witgoed) in Genemuiden, in datzelfde jaar kwamen ook de typische wasmachines van het merk op de markt: geen ophangveren, vier schokdempers en een deur die direct op de buitentrommel aansluit. De bovenladers van het merk hadden dezelfde kuipophanging met vier schokdempers. Asko was in 1992 het eerste merk met een wasmachine voor thuisgebruik waarin een frequentieomzetter motor was gemonteerd.
In 1988, kort na de overname van ASEA door het Zwitserse Brown, Boveri & Cie werd de witgoedtak van het merk overgenomen door de Finse meubelfabrikant ASKO, een jaar later veranderde de naam in ASKO ASEA en uiteindelijk in 1992 naar alleen ASKO.
ASKO werd in 2000 overgenomen door het Italiaanse Antonio Merloni voor de som van 75 miljoen euro. In 2010 kwam het bedrijf in handen van het Sloveense Gorenje, waarvan het nu het premiummerk is. De import en verkoop van Asko-producten in Nederland is sinds 2017 een activiteit van ATAG Benelux.